# Michael Dittrich (Journalist)
Michael Dittrich (* 23. August 1957 in Dortmund; † 5. April 2022) war ein deutscher Sportjournalist, Filmemacher, Buchautor und Moderator.

## Leben
Dittrich verbrachte seine Kindheit ab 1962 in Ingolstadt und Abensberg. Von 1967 bis 1969 besuchte er das Johannes-Nepomuk-Gymnasium in Rohr.
Nach dem Abitur 1976 an der Wilhelm-Raabe-Schule in Bremerhaven absolvierte Michael Dittrich ein Jurastudium in München, Lausanne und Freiburg im Breisgau. Parallel zu seinem Studium arbeitete Dittrich als freier Journalist und Sprecher und absolvierte nach Beendigung seines Studiums ein Volontariat beim Badischen Tagblatt in Baden-Baden.
1987 begann Dittrich in der Sportredaktion des Südwestfunks (SWF) in Baden-Baden, wo er ebenfalls ein journalistisches Volontariat absolvierte. In dieser Zeit arbeitete er vorrangig als Fernsehjournalist für die Sendungen Sport unter der Lupe und Sport im Dritten, welche er auch als Moderator präsentierte.
Seit 1993 litt Michael Dittrich an einer chronischen Entzündung des Zentralen Nervensystems, welche starke Lähmungserscheinungen und Symptome einer Multiplen Sklerose hervorrief. Dittrich konnte seit dem Jahr 2007 weder Arme noch Beine bewegen und war gänzlich auf den Rollstuhl angewiesen. Aufgrund der Krankheit beendete Dittrich seine Karriere als Fernseh-Moderator und Reporter vor Ort. Dennoch produzierte er weiterhin Filme und Fernseh-Features für den SWR.
Im Jahr 2015 sorgte Michael Dittrich mit seinem autobiographischen Film „Reine Nervensache – Leben mit einer unheilbaren Krankheit“ für ein großes Medienecho. Dittrich erzählte in diesem Film seine eigene Lebensgeschichte und gab einen unverblümten Einblick in seinen Alltag sowie den Verlauf seiner Erkrankung.
Dittrich hinterließ seine Ehefrau und einen Sohn.

## Auszeichnungen und Ehrungen (Auswahl)
- 1994: Fair Play Essay Preis für eine "Sport unter der Lupe"-Produktion über die Stabhochspringer Claus Schiprowski (BRD) und Wolfgang Nordwig (DDR)
- 2004: Kulturpreis des Internationalen Pierre de Coubertin-Komitees für den Arte-Film "Pierre de Coubertin – Gestern und heute"[11]
- 2015: AMSEL-Preis für das autobiographische Fernseh-Feature "Reine Nervensache – Leben mit einer unheilbaren Krankheit"[12]
- 2015: Journalistenpreis der Diakonie für das autobiographische Fernseh-Feature "Reine Nervensache – Leben mit einer unheilbaren Krankheit"[13]
- 2018: Journal of Olympic History Article Award für den Artikel "A tragic story and a wonderful reconciliation" über den Fechter Matthias Behr[14]

## Werke (Auswahl)

### Filme
- Pierre de Coubertin – Gestern und heute (2004)
- Reine Nervensache – Leben mit einer unheilbaren Krankheit (2015)
- Boris Becker und das Wunder von Wimbledon (2015)[15]
- Matthias Behr – Träume und Trauma eines Florettfechters (2016)
- Die deutsche WM-Nacht – Die Fußball-WM aus deutscher Sicht (2018, mit Pirmin Styrnol)[16]

### Bücher
- Mit Daniel Merkel: Der "Weiße Blitz" – Das Leben des Heinz Fütterer. Verlag Die Werkstatt, Göttingen 2006, ISBN 978-3-89533-547-1.
- Mit Daniel Merkel: Bel ami der Aschenbahn – Das Leben des Carl Kaufmann. Verlag Die Werkstatt, Göttingen 2010, ISBN 978-3-89533-724-6.
- Mit Barbara Herbach, Gabi Saler: Mensch Thines: ein Leben rund um den Betzenberg. Verlag Die Werkstatt, Göttingen 2015, ISBN 978-3-7307-0216-1.